# Selver
A Selver egy kereskedelmi cég, amely hipermarketeket és szupermarketeket működtet szerte Észtországban. A Tallinna Kaubamaja kereskedelmi lánc leányvállalata. Az üzletláncot 1995-ben alapították Punane Selver néven, mely Tallinn legnépesebb városrészében nyílt meg, Lasnamäeben. A vállalat terjeszkedése 2002 májusában kezdődött el, amikor Pärnuban megnyitották Mai Selver nevű üzletüket. 2008 decemberére a lánc Lettországban is megnyitotta első üzletét, ugyanakkor a 2008-as gazdasági világválság miatt 6 lett üzletüket kényszerültek bezárni. Jelenleg Észtországban 44 üzletet működtet a vállalat.
Selveri Köök (Selver Konyhája) néven 250-nél is több saját márkás terméket forgalmaznak.

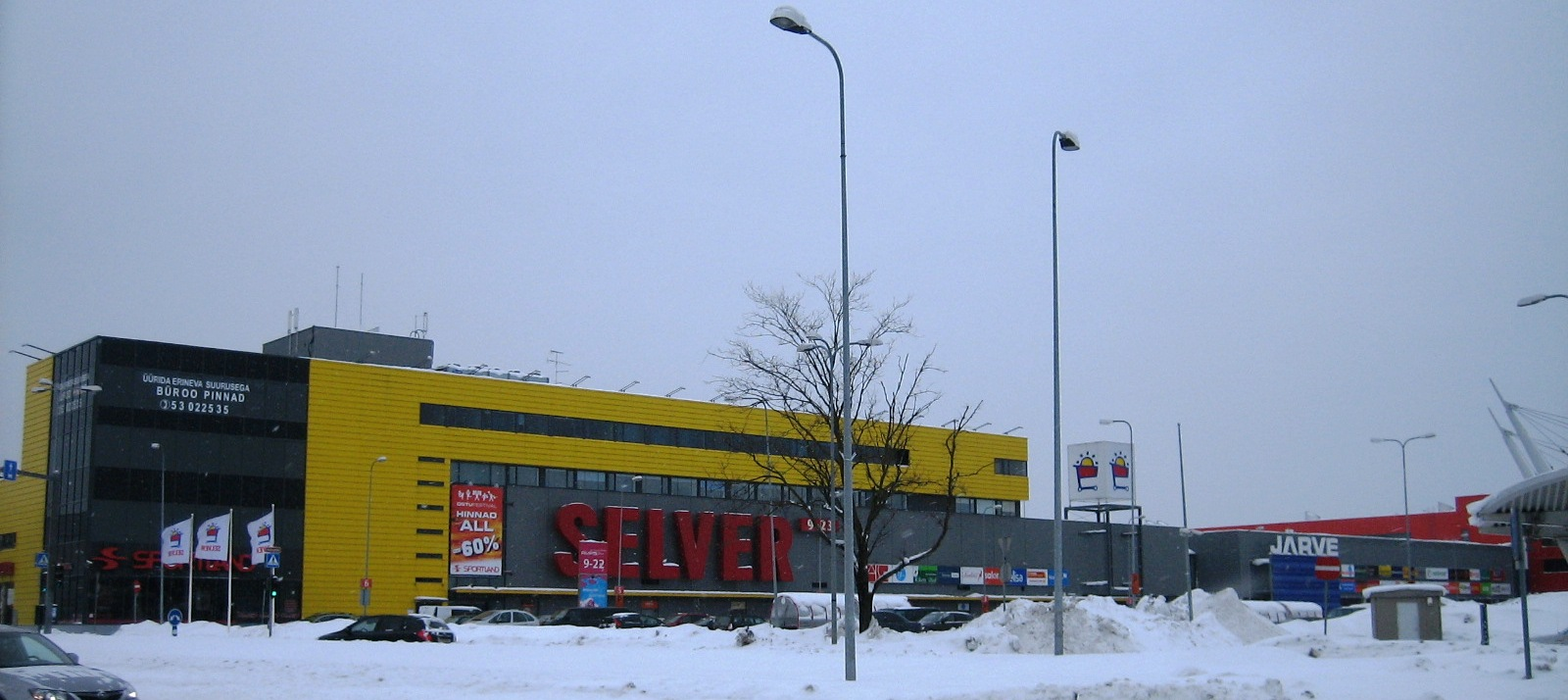
Järve Selver

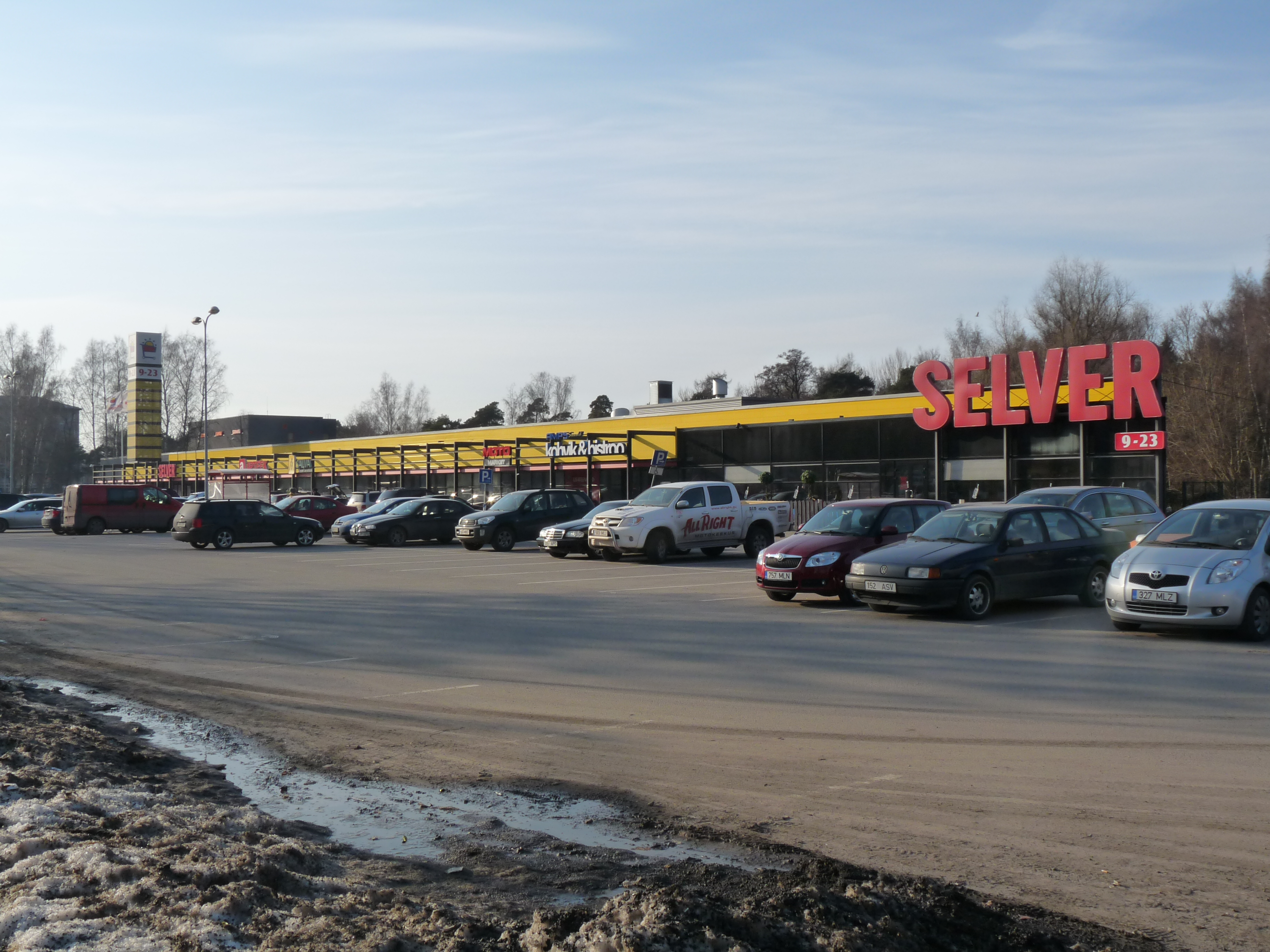
Merimetsa Selver

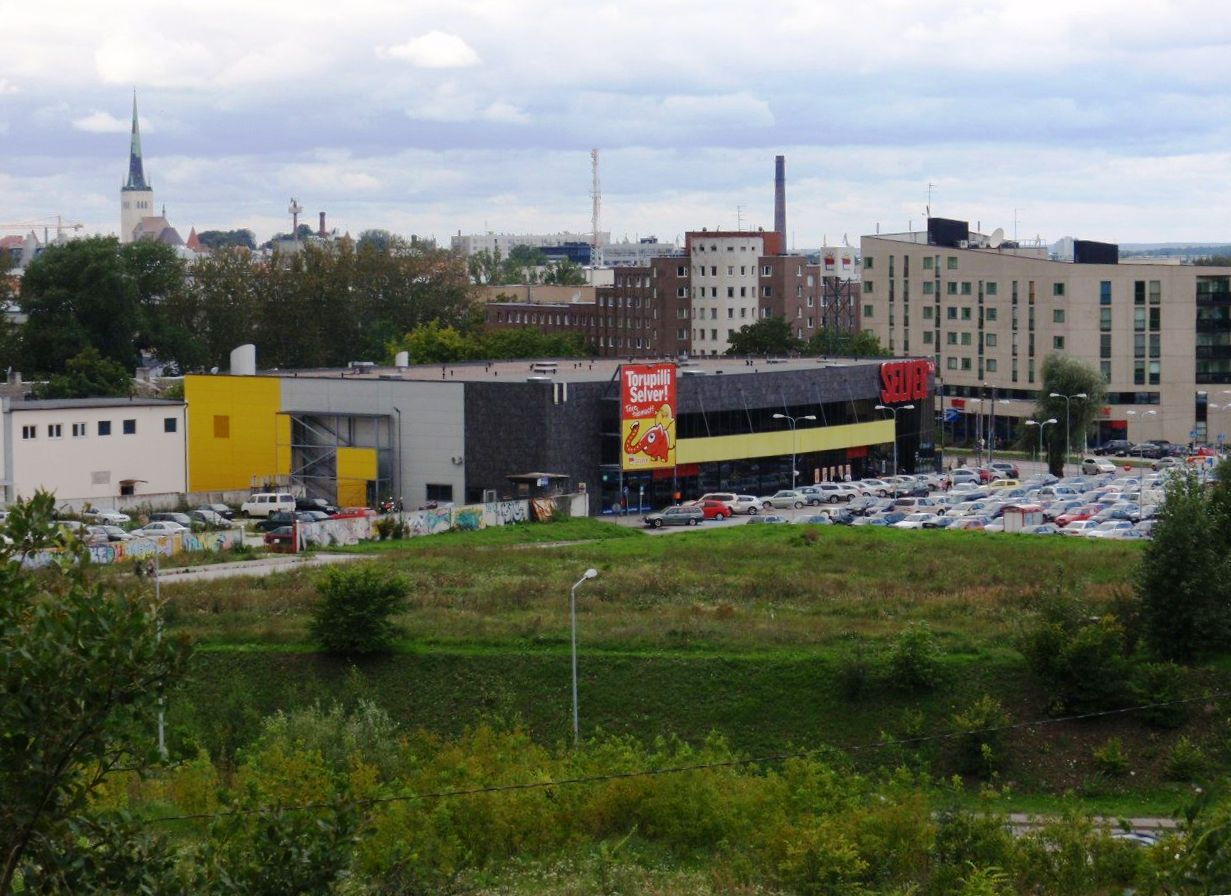
Torupilli Selver

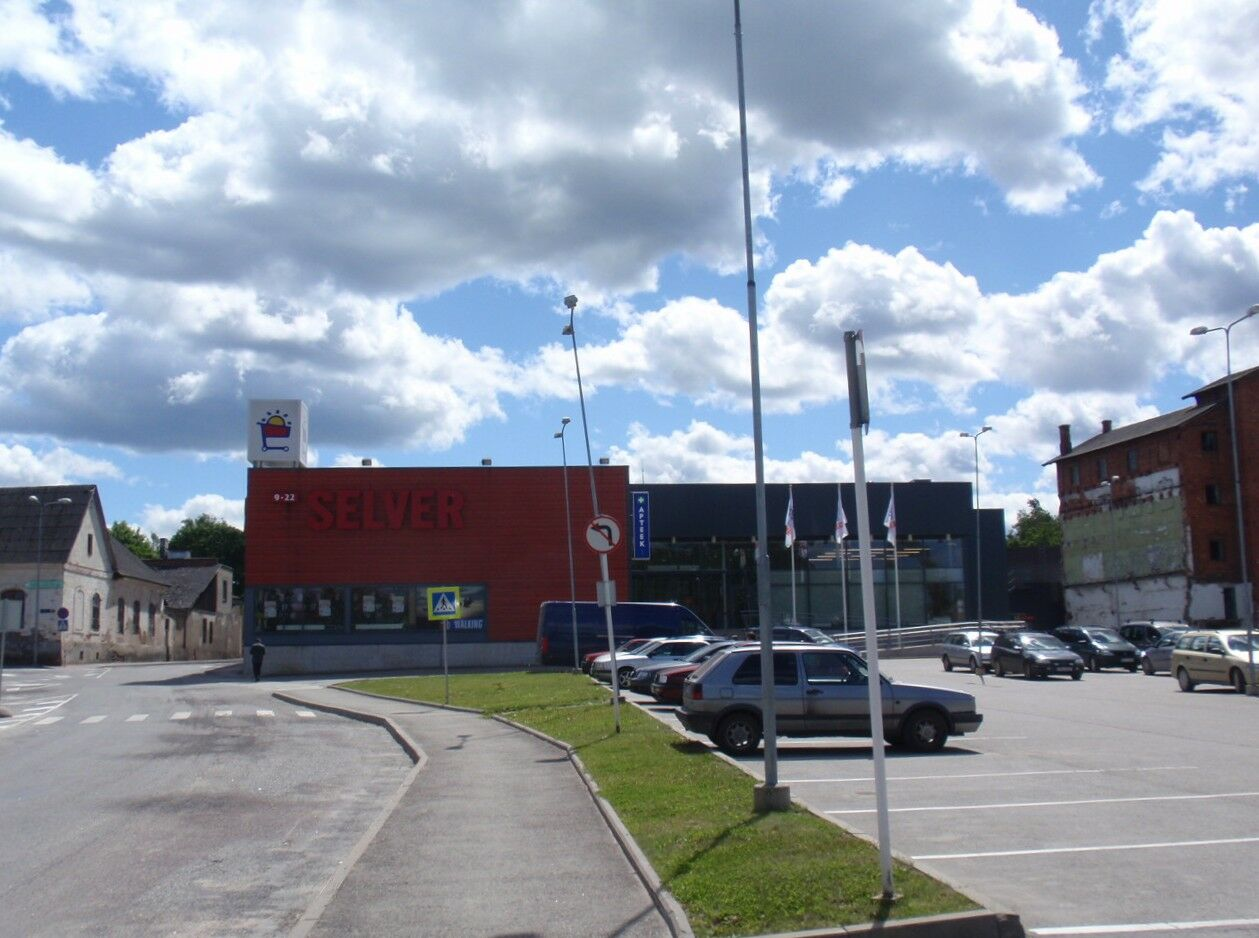
Valga Selver

## Üzletei

### Tallinn
- Järve Selver, Rahumäe, Nõmme (2000. szeptember 27.) – hipermarket
- Kadaka Selver, Kadaka, Mustamäe (1998. október 8.) – hipermarket
- Kakumäe Selver, Pikaliiva, Haabersti (2009. május 19.)
- Marienthali Selver, Lilleküla, Kristiine (2008. június 19.)
- Merimetsa Selver, Merimetsa, Põhja-Tallinn (2002. május 30.)
- Mustakivi Selver, Tondiraba, Lasnamäe (2005. október 13.)
- Pääsküla Selver, Pääsküla, Nõmme (2012 december)
- Pelgulinna Selver, Pelgulinn, Põhja-Tallinn (2005. szeptember 29.)
- Pirita Selver, Pirita, Pirita (2000. május 23.) – hipermarket
- Punane Selver, Sõjamäe, Lasnamäe (1995 decembere)
- Tondi Selver, Tondi, Kristiine (2001. május 17.) – hipermarket
- Torupilli Selver, Torupilli, Kesklinn (2002. december 12.) – hipermarket

### Tartu
- Anne Selver, Annelinn (2005. május 26.)
- Jaamamõisa Selver, Jaamamõisa (2007. április 12.)
- Ringtee Selver, Ränilinn (2005. június 2.;2008-ban új épületbe költözött)
- Sõbra Selver, Karlova (2005. december 8.)
- Veeriku Selver, Veeriku (2005. december 15.)

### Pärnu
- Mai Selver (10 May 2002)
- Suurejõe Selver (18 August 2005. augusztus 18.)
- Ülejõe Selver (2008. július 24.)

### Narva
- Kerese Selver (2008. február 28)
- Astri Selver (2013 ősz)

### Továbbiak
- Jõgeva: Jõgeva Selver (2007. július 19.)
- Jõhvi: Jõhvi Selver (2006. május 4.)
- Kärdla: Hiiumaa Selver (2008. május 29.)
- Keila: Keila Selver (2008. november 20.)
- Kohtla-Järve: Kohtla-Järve Selver (2008. március 13.)
- Kuressaare: Saare Selver (2004. június 10.)
- Paide: Paide Selver (2008. augusztus 28.)
- Põltsamaa: Põltsamaa Selver (2007. december 18.)
- Põlva: Põlva Selver (2008. július 3.)
- Rakvere: Krooni Selver (2002. október 5.)
- Rapla:Rapla Selver (2012. december 20.)
- Saku: Saku Selver (2011)
- Uuemõisa Rannarootsi Selver (2010. március 9.)
- Valga: Valga Selver (2005. szeptember 15)
- Viljandi: Männimäe Selver (2002. október 17.)
- Võru: Vilja Selver (2005. március 3.)

## Fordítás
Ez a szócikk részben vagy egészben  a   Selver című angol Wikipédia-szócikk ezen változatának fordításán alapul.  Az eredeti cikk szerkesztőit annak laptörténete sorolja fel. Ez a jelzés csupán a megfogalmazás eredetét és a szerzői jogokat jelzi, nem szolgál a cikkben szereplő információk forrásmegjelöléseként.